# Опистотонус
Опистотонус (на латински: opistotibus) е характерна за заболяването тетанус поза, изявяваща се в дъговидно извиване на тялото назад, при което болният се опира само на тила и на петите.
Получава се в резултат на засягане на екстензорните мускули от тетаноспазминът.